# نواف بن سعود بن عبد العزيز آل سعود
الأمير نواف بن سعود بن عبد العزيز آل سعود الابن الثالث والعشرون من أبناء الملك سعود بن عبد العزيز آل سعود من زوجته بدرة بنت صالح بن إسماعيل عليان ولد عام 1951 وتوفي في عام 1999.

## أسرته

### زوجته
- الأميرة مشاعل بنت طليحان العريعر

### أبنائه
- الأمير سعود بن نواف بن سعود بن عبد العزيز آل سعود. متزوج من الأميرة نجلاء بنت براك بن نايف العريعر وله من الأبناء الأمير نواف، الأميرة لنا، الأميرة الجوهرة، والأمير فيصل.
- الأميرة الجوهرة بنت نواف بن سعود بن عبد العزيز آل سعود. متزوجة من الأمير سعد بن عبد الرحمن بن سعد الثاني بن عبد الرحمن آل سعود ولها من الأبناء الأميرة مضاوي، الأمير نواف، الأمير فهد، والأميرة مشاعل.

1. ↑  نواف بن سعود بن عبدالعزيز آل سعود | الملك سعود نسخة محفوظة 01 أبريل 2016 على موقع واي باك مشين.

| سبقه مقرن بن سعود بن عبد العزيز آل سعود | ترتيب أبناء الملك سعود | تبعه تركي بن سعود بن عبد العزيز آل سعود |